# Poa papuana
Poa papuana är en gräsart som beskrevs av Otto Stapf. Poa papuana ingår i släktet gröen, och familjen gräs. Inga underarter finns listade i Catalogue of Life.